# Olympische Sommerspiele 2024/Radsport – Omnium (Frauen)
Das Omnium der Frauen bei den Olympischen Spielen 2024 in Paris fand am 11. August im Vélodrome National statt und beschloss damit die Radsportwettbewerbe.

## Ablauf
Das Omnium bestand aus vier Ausdauerrennen mit Massenstart, die innerhalb von drei Stunden am 11. August ausgetragen wurden. In den ersten drei Rennen erhielten die Fahrerinnen je nach Position 40, 38, 36 etc. Punkte für die Gesamtwertung. Im letzten Rennen, dem Punktefahren, wurden fortlaufend Punkte zur Gesamtwertung addiert. Die Fahrerin mit den meisten Punkten gewann.
- Scratch: Rennen über 30 Runden (7,5 Kilometer). Die Fahrerinnen wurden nach Zieleinlauf klassiert; wer unterwegs eine Runde gewann bzw. verlor, wurde jedoch vor bzw. nach den anderen klassiert.
- Temporennen: Rennen über 30 Runden (7,5 Kilometer). Nach den ersten fünf Runden erhielt die Führende in jeder Runde einen Punkt; ein Rundengewinn zählte 20 Punkte. Diese Punkte waren jedoch nur für das Ranking innerhalb des Temporennens relevant.
- Ausscheidungsfahren: Alle zwei Runden schied die letzte Fahrerin aus.
- Punktefahren: Rennen über 80 Runden (20 Kilometer). Alle zehn Runden wurden Punkte bei Zwischensprints vergeben; für einen Rundengewinn gab es 20 Punkte.

## Rennverlauf
Die Qualifikation für diesen Wettbewerb richtete sich nach einer Nationen-Rangliste, in die die Ergebnisse der Bahnradsport-Weltmeisterschaften 2023, des UCI Track Cycling Nations’ Cups 2023 und 2024 sowie der kontinentalen Meisterschaften 2023 und 2024 eingingen. Die amtierende Olympiasiegerin, Welt- und Panamerikameisterin Jennifer Valente war am Start, ebenso wie die Asienmeisterin und Zweite von Tokio, Yūmi Kajihara. Mit Anita Yvonne Stenberg, Ally Wollaston und Ebtisam Zayed waren die übrigen kontinentalen Meister zugegen. Zu den Favoriten wurde außerdem Lotte Kopecky gezählt. Die Weltmeisterin von 2021, Katie Archibald, musste wegen einer Verletzung passen.
Im ersten Wettkampfteil, dem Scratch-Rennen, versuchte Valentine Fortin erfolglos einen Rundengewinn, ansonsten blieb es ruhig, und das Rennen wurde über den Sprint entschieden, den Valente vor Maggie Coles-Lyster und Georgia Baker gewann. Lotte Kopecky blieb im Feld eingeschlossen und kam auf einen hinteren Platz, Neah Evans nach einem Sturz auf den letzten. Im Temporennen holte Lara Gillespie vom Start weg einen Rundengewinn, danach bildeten Valente und Baker mit Daria Pikulik eine Spitzengruppe und teilten die übrigen Punke unter sich auf. Victoria Velasco verlor mehrere Runden und bekam daher 40 Punkte Abzug. Im Ausscheidungsfahren wurde Pikulik von den Kommissären fälschlicherweise frühzeitig herausgenommen, der Fehler wurde jedoch noch rechtzeitig bemerkt und das Rennen neutralisiert. Pikulik wurde letztlich Zehnte, es gewann wiederum Valente, diesmal vor Baker, Coles-Lyster und Kopecky.
Vor dem abschließenden Punktefahren lag Valente mit 118 Punkten in Führung vor Baker (108), Coles-Lyster (96) und Amalie Dideriksen (84). Im Verlauf des Punktefahrens gab es zahlreiche Rundengewinne, so dass sich zeitweilig Stenberg, dann Pikulik und schließlich Wollaston in die Medaillenränge schoben, aber Valente nicht mehr gefährlich wurden. Auch Kopecky kam nach zwei Rundengewinnen noch in den Bereich der Medaillen, hatte aber im letzten Sprint nichts mehr zuzusetzen und wurde letztlich Vierte. Es gewann Valente vor Pikulik und Wollaston, während Baker und Coles-Lyster kaum gepunktet hatten und aus den Medaillenrängen fielen. Für Valente bedeutete der Sieg nicht nur die erfolgreiche Titelverteidigung, sondern nach der Mannschaftsverfolgung die zweite Goldmedaille bei diesen Spielen.

## Ergebnis
| Rang | Name                  | Nation             | Punkte | Punkte | Punkte | Punkte | Punkte |
| Rang | Name                  | Nation             | SH     | TR     | EL     | PR     | Gesamt |
| ---- | --------------------- | ------------------ | ------ | ------ | ------ | ------ | ------ |
| 1    | Jennifer Valente      | Vereinigte Staaten | 40     | 38     | 40     | 26     | 144    |
| 2    | Daria Pikulik         | Polen              | 14     | 36     | 22     | 59     | 131    |
| 3    | Ally Wollaston        | Neuseeland         | 32     | 24     | 18     | 51     | 125    |
| 4    | Lotte Kopecky         | Belgien            | 08     | 30     | 34     | 44     | 116    |
| 5    | Georgia Baker         | Australien         | 36     | 34     | 38     | 0      | 108    |
| 6    | Maike van der Duin    | Niederlande        | 34     | 02     | 28     | 42     | 106    |
| 7    | Amalie Dideriksen     | Dänemark           | 30     | 28     | 26     | 21     | 105    |
| 8    | Anita Yvonne Stenberg | Norwegen           | 26     | 18     | 32     | 26     | 102    |
| 9    | Maggie Coles-Lyster   | Kanada             | 38     | 22     | 36     | 05     | 101    |
| 10   | Lara Gillespie        | Irland             | 12     | 40     | 24     | 23     | 099    |
| 11   | Olivija Baleišytė     | Litauen            | 28     | 14     | 16     | 22     | 080    |
| 12   | Aline Seitz           | Schweiz            | 24     | 20     | 04     | 21     | 069    |
| 13   | Letizia Paternoster   | Italien            | 22     | 12     | 30     | 0      | 064    |
| 14   | Maria Martins         | Portugal           | 16     | 26     | 12     | 07     | 061    |
| 15   | Neah Evans            | Großbritannien     | 01     | 06     | 08     | 37     | 052    |
| 16   | Valentine Fortin      | Frankreich         | 01     | 04     | 20     | 25     | 050    |
| 17   | Yūmi Kajihara         | Japan              | 10     | 08     | 01     | 25     | 044    |
| 18   | Franziska Brauße      | Deutschland        | 06     | 32     | 01     | 02     | 041    |
| 19   | Liu Jiali             | China              | 18     | 10     | 10     | 0      | 038    |
| 20   | Lee Sze-wing          | Hongkong           | 04     | 16     | 06     | 0      | 026    |
| 21   | Ebtisam Zayed         | Ägypten            | 20     | 01     | 14     | −20    | 015    |
| 22   | Victoria Velasco      | Mexiko             | 02     | −39    | 02     | 03     | −32    |